# Kapušanské pláňavy
Kapušianské pláňavy je geomorfologický podcelek Východoslovenské roviny. Tvoří ji území v širším okolí řeky Uh, zejména jižním směrem.

## Vymezení
Podcelek zabírá rovinaté území ve východní části Východoslovenské roviny. Východní okraj vymezuje státní hranice s Ukrajinou, severním směrem leží Sobranecká rovina a Senianský mokřad. Západně se rozkládá Laborecká rovina a jižním směrem pokračuje Latorická rovina. Všechno jsou to podcelky Východoslovenské roviny. 

## Chráněná území
Jižní okraj území zasahuje do Chráněné krajinné oblasti Latorica, z maloplošných chráněných území se zde nachází chráněný areál Stretavka a Bešianský polder, přírodní rezervace Ortov a přírodní rezervace Raškovský luh. 

## Osídlení
Rozsáhlé území Kapušianské pláňavy je středně hustě osídlenou částí Východoslovenské roviny. Obce jsou rozloženy poměrně rovnoměrně a ve střední části leží město Velké Kapušany, které dalo okolnímu kraji pojmenování.

## Doprava
Ve Velkých Kapušanech se kříží dva významné silniční tahy; ze severu na jih vedoucí silnice II / 555 a ze západu na východ směřující silnice II / 552. Rovinatým územím vede také železniční trať Bánovce nad Ondavou - Velké Kapušany i širokorozchodná trať Užhorod - Haniska.